# Bourse d'Oslo
La Bourse d'Oslo (en norvégien: Oslo Børs) fut fondée en 1819. Elle devint complètement électronique en 1999.

## Histoire
En janvier 2019, Euronext lance une offre d'acquisition sur Oslo Bors pour 644 millions d'euros. À la suite de cela le Nasdaq qui possède une grande majorité des bourses scandinaves, lance une offre de 673 millions d'euros, avec le soutien du conseil d'administration de la bourse d'Oslo.
Mais Euronext réussit à avoir le soutien du gouvernement norvégien.